# Montbard
Montbard je naselje in občina v vzhodni francoski regiji Burgundiji, podprefektura departmaja Côte-d'Or. Leta 2007 je naselje imelo 5.582 prebivalcev.

## Geografija
Kraj leži v pokrajini Burgundiji ob reki Brenne in Burgundskem kanalu, severovzhodno od Dijona.

## Uprava
Montbard je sedež istoimenskega kantona, v katerega so poleg njegove vključene še občine Arrans, Asnières-en-Montagne, Athie, Benoisey, Buffon, Champ-d'Oiseau, Courcelles-lès-Montbard, Crépand, Éringes, Fain-lès-Montbard, Fain-lès-Moutiers, Fresnes, Lucenay-le-Duc, Marmagne, Montigny-Montfort, Moutiers-Saint-Jean, Nogent-lès-Montbard, Quincerot, Quincy-le-Vicomte, Rougemont, Saint-Germain-lès-Senailly, Saint-Rémy, Seigny, Senailly, Touillon, Villaines-les-Prévôtes in Viserny z 11.745 prebivalci.
Naselje je prav tako sedež okrožja, v katerem se nahajajo kantoni Aignay-le-Duc, Baigneux-les-Juifs, Châtillon-sur-Seine, Laignes, Montbard, Montigny-sur-Aube, Précy-sous-Thil, Recey-sur-Ource, Saulieu, Semur-en-Auxois, Venarey-les-Laumes in Vitteaux s 64.174 prebivalci.

## Osebnosti
- Georges-Louis Leclerc, Comte de Buffon, francoski prirodoslovec (1707–1788)
- Louis-Jean-Marie Daubenton, francoski prirodoslovec (1716–1799)

## Pobratena mesta
- Couvin (Valonija, Belgija),
- Ubstadt-Weiher (Baden-Württemberg, Nemčija).